# Heliophanus congolensis
Heliophanus congolensis är en spindelart som beskrevs av Louis Giltay 1935. Heliophanus congolensis ingår i släktet Heliophanus och familjen hoppspindlar. Inga underarter finns listade i Catalogue of Life.